# Doix

Doix este o comună în departamentul Vendée, Franța. În 2009 avea o populație de 849 de locuitori.